# Carlos Riva Palacio
Carlos Riva Palacio (Toluca, Estado de México, 1892 — San José, Costa Rica, 16 de mayo de 1936) fue un político mexicano, Gobernador del Estado de México y  presidente del Partido Nacional Revolucionario de 1933 a 1934.
Se desempeñó como diputado federal y Secretario de Gobernación de México en el gabinete del presidente Emilio Portes Gil de 1929 a 1930 y nuevamente en el gabinete del presidente Pascual Ortiz Rubio de 1930 a 1931. Durante su gestión creó el Boletín del Archivo General de la Nación. Asimismo fungió como senador de la República y embajador en Chile y Costa Rica.
En 1934 publicó La Cuestión Agraria Mexicana.